# European Policy Centre

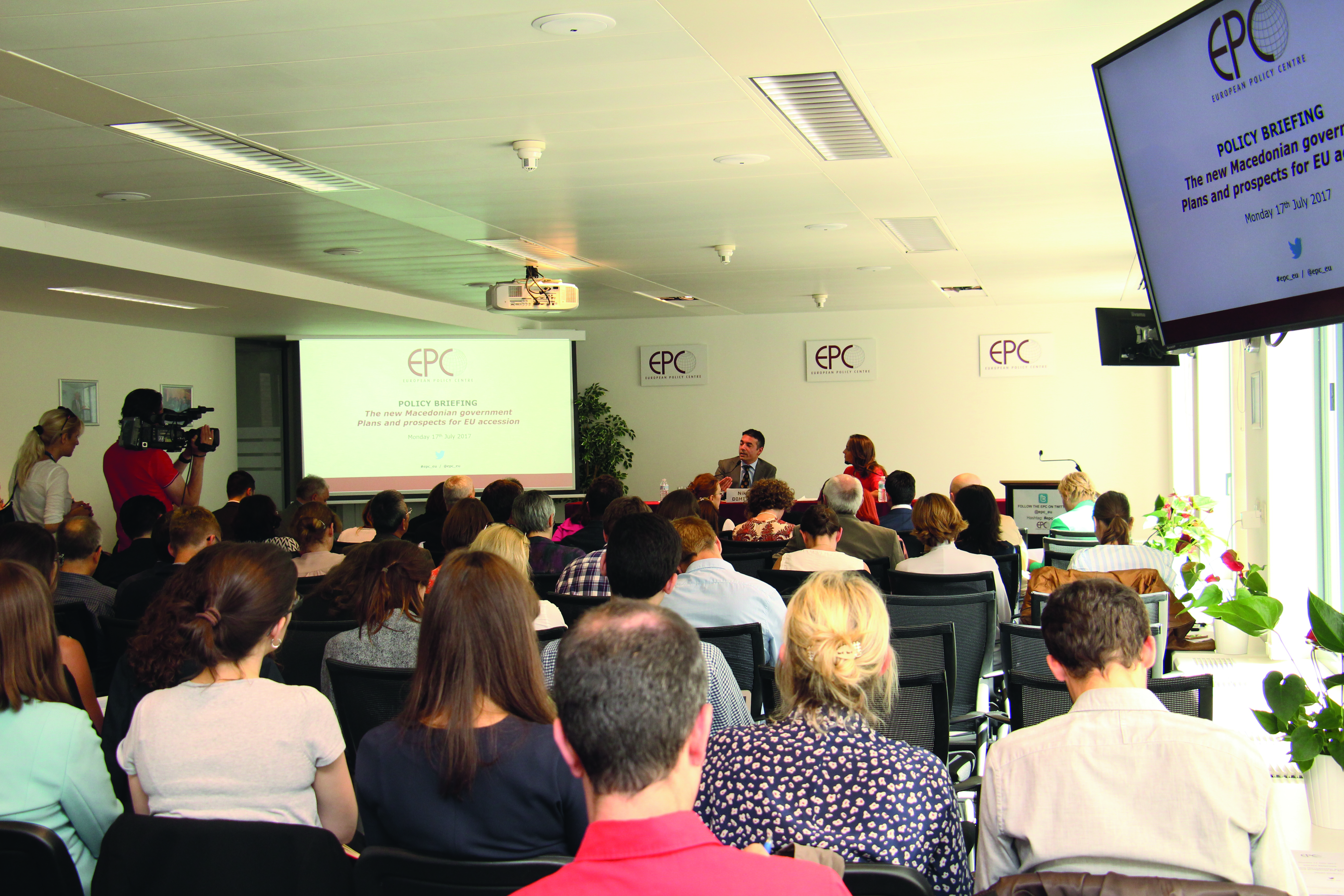
EPC conferentie centrum

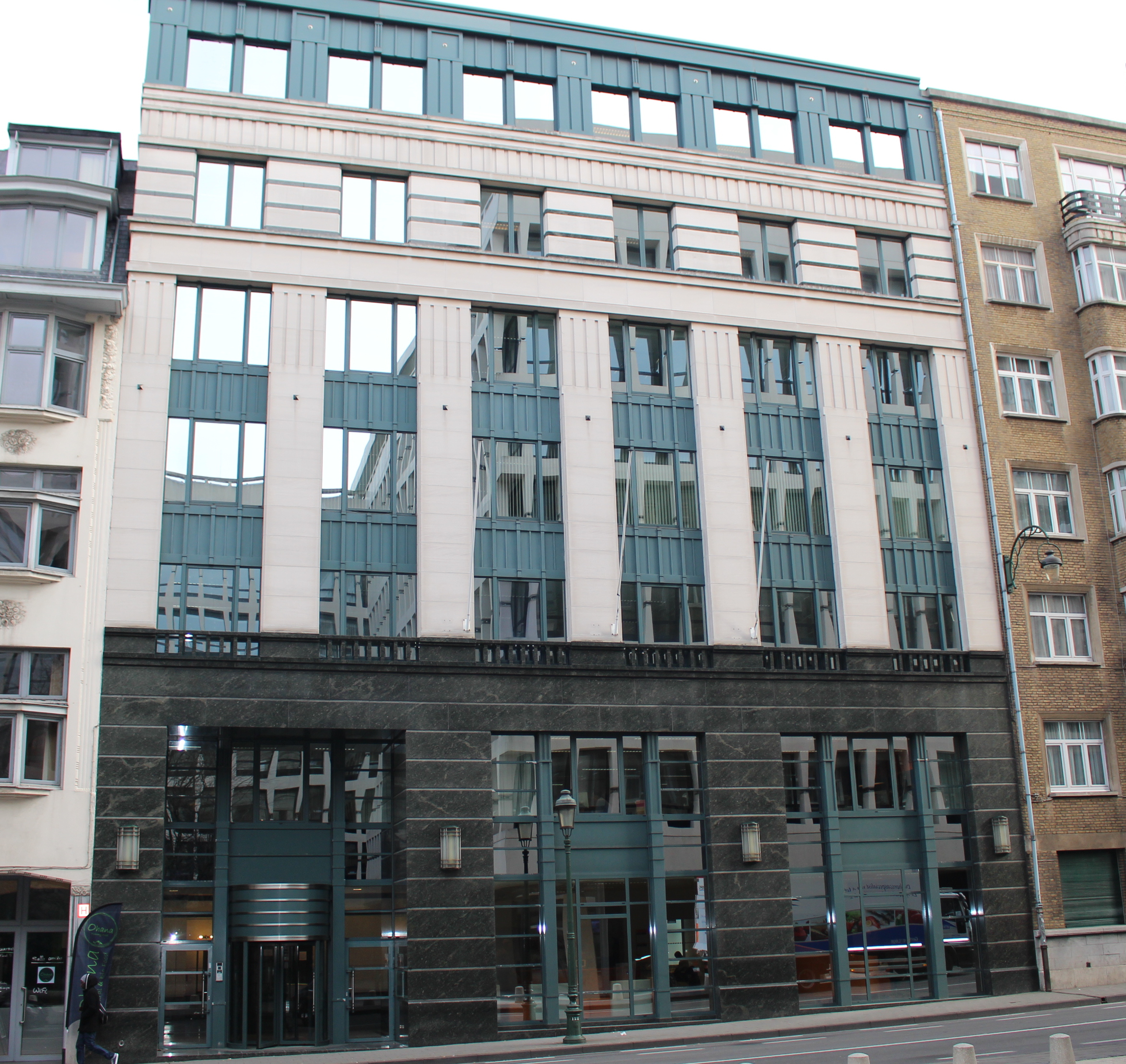
De kantoren van het European Policy Centre bevinden zich op de Troonstraat 14-16 in Brussel (België).

Het European Policy Centre (EPC), opgericht in 1997, is een in Brussel gevestigde non-profit denktank die zich toespitst op Europese zaken.

## Activiteiten
De dagelijkse werking van de denktank is in handen van Chief Executive Fabian Zuleeg, een Duitse econoom en Director of Studies Janis A. Emmanouilidis, een Duits-Griekse politicoloog en econoom. De 21 analisten van de EPC hebben verschillende achtergronden. Ze voeren onderzoek uit, organiseren evenementen met de belangrijkste stakeholders, experts en beleidsmakers die zich bezighouden met de EU en mondiale zaken, en analyseren het EU beleid online en in print. De EPC werkt ook samen met 18 senior advisers en 12 academic fellows.
Het werk van de EPC is georganiseerd rond vijf programma's:
- Europese politiek en instellingen (geleid door Corina Stratulat, senior policy analist)
- Europese migratie en diversiteit (geleid door Marie de Somer, senior policy analist)
- Duurzame welvaart voor Europa (geleid door Annika Hedberg, senior policy analist)
- Sociaal Europa en welzijn (geleid door Claire Dhéret, senior policy analist)
- Europa in de wereld (geleid door Giovanni Grevi, senior fellow)

Te gast bij de EPC als sprekers waren o.a.: Margaret Chan, directeur-generaal van de Wereldgezondheidsorganisatie; Jacques Delors, voormalig president van de Europese Commissie; Mario Draghi, President van de Europese Centrale Bank; Jean-Claude Juncker, president van de Europese Commissie; Christine Lagarde, Managing Director van het Internationaal Monetair Fonds; Martin Schulz, President van het Europees Parlement; Salil Shetty, secretaris-generaal van Amnesty International; Donald Tusk, President van de Europese Raad; evenals talrijke hooggeplaatste ministers en ambtenaren uit zowel EU als niet-EU-landen.

## Financiering
De financiering van de EPC is afkomstig van verschillende bronnen, waaronder haar strategische partners: de Koning Boudewijnstichting gevestigd in België, Stiftung Mercator, gevestigd in Duitsland, en Adessium Foundation, gevestigd in Nederland. Naast hun financiële steun zijn er ook nog de bijdragen van de leden van EPC, en subsidies van de EU en andere organisaties. Details hierover zijn beschikaar op de EPC website.

## Leiding
Herman Van Rompuy is voorzitter van de EPC en zit de adviesraad voor met daarin vele prominente EU-figuren: Joaquin Almunia, Maria Joao Rodrigues, Lord Kerr van Kinlochard, Danuta Hübner, Janez Potočnik, André Sapir, Wolfgang Schüssel, Rita Süssmuth en Jacek Saryusz-Wolski.
De algemene vergadering van de EPC wordt voorgezeten door Fabio Colasanti, voormalig directeur-generaal van Information Society and Media. 
De raad van bestuur wordt voorgezeten door Paul Skytte Christoffersen, voormalig ambassadeur van Denemarken in België en voormalig permanent vertegenwoordiger bij de Europese Unie. 
Andere voormalige voorzitters van het European Policy Centre zijn onder andere Peter Sutherland (1998-2011) en Philippe Maystadt (2011-2014). Voormalig voorzitters van de raad van bestuur zijn Hywel Ceri Jones, oprichter van het Erasmus-programma; Antonio Vitorino, voormalig Europees commissaris; en Meglena Kuneva, voormalig Europees commissaris.

## Leden
EPC telt ongeveer 350 organisaties onder haar leden, die een brede waaier van  belangen vertegenwoordigen, van diplomatieke ambassades tot bedrijven, niet-gouvernementele organisaties en regionale en lokale autoriteiten. Leden dragen actief bij aan evenementen, workshops, task forces en rondetafelgesprekken.